# Oleria stradopsis
Oleria stradopsis är en fjärilsart som beskrevs av Richard Haensch 1909. Oleria stradopsis ingår i släktet Oleria och familjen praktfjärilar. Inga underarter finns listade i Catalogue of Life.